# To the Nameless Dead
To the Nameless Dead è il sesto album del gruppo musicale pagan metal irlandese Primordial, pubblicato dall'etichetta discografica Metal Blade Records nel 2007.

## Il disco
Nonostante la band venga accostata al genere black metal, questo disco presenta delle ritmiche non molto sostenute e dalle tinte folk, anche grazie al particolare modo in cui viene suonata la batteria, che in alcuni passaggi denota dei suoni tribali. Le canzoni qui racchiuse formano un concept narrativo incentrato sulla storia delle nazioni, in un'ottica socio-politica che pone l'accento sul costo in vite umane e sulle tragedie. I temi trattati vengono sostenuti da sonorità dall'incedere solenne e marziale, alternate a fraseggi melodici che, assieme ad un cantato evocativo e a volte disperato, creano le atmosfere più adatte a dei racconti così drammatici.
L'album ricevette dei giudizi molto positivi da parte delle principali riviste di settore, che lo ritennero uno dei migliori esempi della musica dei Primordial, anche per via delle molteplici sfaccettature e della varietà di stili adottati nelle composizioni.

## Tracce
Testi di A.A. Nemtheanga.
1. Empire Falls – 8:02
2. Gallows Hymn – 5:55
3. As Rome Burns – 9:15
4. Failures Burden – 6:37
5. Heathen Tribes – 8:18
6. The Rising Tide – 1:33 – (strumentale)
7. Traitors Gate – 6:49
8. No Nation on This Earth – 8:13

## Formazione
- A.A. Nemtheanga – voce
- Ciáran MacUiliam – chitarra
- Micheál O'Floinn – chitarra
- Pól MacAmlaigh – basso
- Simon O'Laoghaire – batteria

### Produzione
- Chris Fielding – produzione, ingegneria del suono, missaggio
- Primordial – produzione
- A.A. Nemtheanga – missaggio, mastering
- Ciáran MacUiliam – missaggio
- Jürgen Lusky - mastering
- Paul McCarroll – grafica
- Salminen A. – grafica